# Offhausen
Offhausen ist ein Stadtteil und – seit 2019 zusammen mit Herkersdorf – ein Ortsbezirk der Stadt Kirchen (Sieg) im Landkreis Altenkirchen (Westerwald) im nördlichen Rheinland-Pfalz an der Grenze zu Nordrhein-Westfalen. Bis 1969 war Offhausen eine eigenständige Gemeinde.

## Geographie
Offhausen liegt in seiner stark bewaldeten Gemarkung am Fuße des Druidensteins, einem sagenumwobenen und auf 457 m Höhe gelegenen Basaltkegels, in der Landschaft des Westerwaldes und Siegerlandes, zwischen Sieg und Heller. Das Dorf selbst liegt auf ca. 430 m Höhe. Der höchste Punkt der Gemarkung am „Windhahn“ erreicht 517 m.

## Geschichte
Der Name des Stadtteils leitet sich von einer Halte- und Poststation ab, die vor ca. 500 Jahren als „offenes Haus“ bezeichnet wurde.
Am 7. Juni 1969 wurde die bis dahin eigenständige Gemeinde Offhausen mit damals 273 Einwohnern nach Kirchen (Sieg) eingemeindet.

## Politik
Offhausen ist – seit 2019 zusammen mit Herkersdorf – als ein Ortsbezirk der Stadt Kirchen (Sieg) ausgewiesen und besitzt einen gemeinsamen Ortsbeirat und einen ehrenamtlichen Ortsvorsteher. Aktuelle Informationen finden sich unter Herkersdorf.
Am 12. Dezember 2018 wurde vom Stadtrat Kirchen beschlossen, nach der Kommunalwahl 2019 die beiden bisherigen Bezirke Herkersdorf und Offhausen zu einem Ortsbezirk zu vereinigen. Der Fusion hatten beide Ortsbeiräte zuvor einstimmig zugestimmt.
Der bis 2019 bestehende frühere Ortsbeirat des eigenständigen Ortsbezirks Offhausen hatte fünf Beiratsmitglieder, die letztmals bei der Kommunalwahl 2014 in einer Mehrheitswahl gewählt wurden.

## Kultur
Derzeit sieben Vereine mit sportlichen oder kulturellen Angeboten bereichern das Leben im Ort. Seit 2001 gibt es einen Backesverein, der in Eigenleistung ein Backes am Dorfplatz erbaut hat.

## Wirtschaft und Infrastruktur
Die Kreisstraße K101 bindet Offhausen an das Straßennetz an. Nach Westen führt sie über Herkersdorf nach Kirchen (Sieg), östlich nach Dermbach.